# Sisto Scilligo
Sisto Scilligo (ur. 21 listopada 1911 w Formazzie, zm. 16 kwietnia 1992 tamże) – włoski biathlonista, biegacz narciarski i żołnierz.

## Kariera
Uczestniczył w zawodach sportowych w latach 30. XX wieku. W 1931 roku został wicemistrzem kraju w biegu na 18 km. Dwa lata później zajął piąte miejsce w sztafecie podczas mistrzostw świata w narciarstwie klasycznym w Innsbrucku. W 1935 roku zdobył srebrny medal mistrzostw kraju na dystansie 46 km. Rok później wystąpił na igrzyskach olimpijskich w Garmisch-Partenkirchen, gdzie wspólnie ze Stefano Sertorellim, Luigim Perennim i Enrico Silvestrim zwyciężył w kolejnych zawodach pokazowych w patrolu wojskowym. Benito Mussolini nagrodził każdego z członków drużyny kwotą 30 000 lirów, a Scilligo został też awansowany o jeden stopień.